# Franz Hammer (Wissenschaftshistoriker)

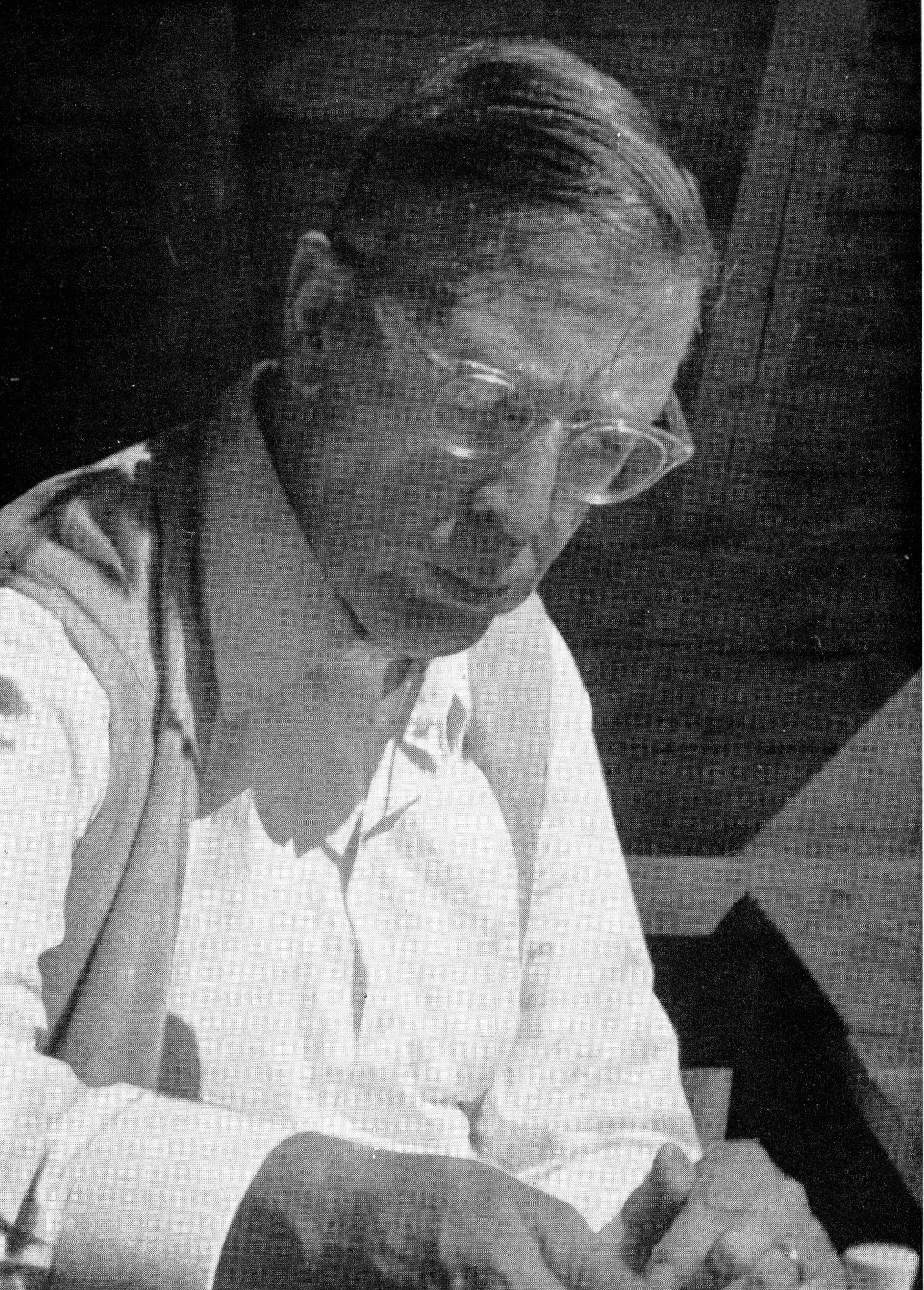
Franz Hammer (aus Ein Leben im Dienst der Kepler-Forschung)

Franz Hammer (* 13. August 1898 in Saulgau; † 25. Januar 1969 in Calw) war ein deutscher Mathematiker, Bibliothekar und Wissenschaftshistoriker.

## Leben
Franz Hammer war viertes Kind des Saulgauer Bäckermeisters Franz Hammer. Nach Abitur und Kriegsdienst begann er 1919 ein Studium der Mathematik, Physik und Astronomie an der Universität Tübingen, das er mit einer Promotion (Dr. phil.) abschloss. Nach bestandener Zweiter Staatsprüfung für das Lehramt an Gymnasien trat er 1923 in den Schuldienst des Landes Württemberg ein. 1929 wechselte er als Fachvertreter für Mathematik in den höheren Bibliotheksdienst an der Württembergischen Landesbibliothek in Stuttgart. Er betreute dort als Oberbibliotheksrat die Handschriftensammlung, die historischen Bucheinbände und die Bestände an Inkunabeln. Danach widmete er sich vor allem der Herausgabe der Werke Keplers.

## Werk
1934 lernte Hammer die Kepler-Forscher Max Caspar und Walther von Dyck kennen, die eine vollständige Neuausgabe der Werke des Astronomen Johannes Kepler vorbereiteten, die diejenige Christian von Frischs aus dem 19. Jahrhundert ablösen sollte. Zu diesem Zweck war 1935 eine Kommission bei der Bayerischen Akademie der Wissenschaften gegründet worden. Für dieses Unternehmen wurde Hammer tätig, zuerst als Mitarbeiter (Außenstelle an der Württembergischen Landesbibliothek neben der Zentrale in München) und auch mit eigener Verantwortung für einzelne Bände, dann nach Caspars Tod 1956 als wissenschaftlicher Leiter der Edition und der 1960 neu eingerichteten Forschungsstelle Weil der Stadt der Kommission zur Herausgabe der Werke von Johannes Kepler, die er nach Übersiedlung in Keplers Geburtsort aufbaute. Hammer betreute die Edition bis 1969 und gab von der 26-bändigen Edition Keplers Werke folgende Bände heraus (alle beim Beck-Verlag in München):
- Band 2: Astronomiae Pars Optica, 1939
- Band 4: Kleinere Schriften 1602/1611, Dioptrice, 1941 (zusammen mit Caspar)
- Band 5: Chronologische Schriften, 1953
- Band 8: Mysterium Cosmographicum (editio altera cum notis), De Cometis, Hyperaspistes, 1963
- Band 9: Mathematische Schriften, 1960
- Band 10: Tabulae Rudolphinae, 1969.

Darüber hinaus gelang ihm die Entdeckung eines Notizblatts Wilhelm Schickards, das einem Brief an Kepler beigegeben und abhandengekommen war, und seine Interpretation als Konstruktionszeichnung der ersten 4-Spezies-Rechenmaschine. Das Exemplar, das Schickard für die astronomischen Rechnungen Keplers entworfen und gebaut hatte, war schon damals durch ein Feuer zerstört worden und konnte nun anhand der Zeichnungen rekonstruiert werden.
Nach Hammers Tod führte seine und schon Caspars Mitarbeiterin Martha List die Arbeiten weiter, bis dann 1976 Volker Bialas als wissenschaftlicher Leiter die Edition übernahm.
Von 1951 bis 1962 war Franz Hammer in Nachfolge Caspars Vorsitzender der Kepler-Gesellschaft und hatte maßgeblichen Anteil am weiteren Aufbau und der Gestaltung des Kepler-Museums. Für seine Verdienste wurde er 1954 in die Kommission für geschichtliche Landeskunde in Baden-Württemberg berufen und 1960 zum Ehrenbürger Weil der Stadts ernannt so wie zuvor schon Caspar. Sein Grab befindet sich auf dem Friedhof Weil der Stadt.

## Schriften
(Autor oder Herausgeber, soweit nicht anders angegeben)
- Johannes Kepler: Gesammelte Werke, 22 Bde. (in 26). Beck, München, 1937–2017
- Sattelwerte in der Variationsrechnung. Dissertation, Universität Tübingen, 1923.
- Württembergische Bibliophilen. Mit einer Einleitung über alte und neue Bibliophilie. Graphischer Klub, Stuttgart 1935.
- Kepler als Optiker. In: Forschungen und Fortschritte. Nachrichtenblatt der Deutschen Wissenschaft und Technik, 14 (1938), S. 332–334.
- Kosmologische Spekulation einst und jetzt. In: Dank an Robert Boehringer, Stuttgart: Württembergische Landesbibliothek 1948, S. 7–21.
- Johannes Keplers Ulmer Jahr. Die Rudolphinischen Tafeln und der Ulmer Kessel. In: Ulm und Oberschwaben. Zeitschrift für Geschichte und Kunst. Mitteilungen des Vereins für Kunst und Altertum in Ulm und Oberschwaben, 34 (1955), S. 76–86.
- Nicht Pascal, sondern der Tübinger Professor Wilhelm Schickard erfand die Rechenmaschine! In: Büromarkt, 13 (1958), S. 1023–1025
- Weil der Stadt und Johannes Kepler 1571–1630. Schriftgießerei C.E. Weber, Stuttgart, 1960.
- Ein Leben im Dienst der Kepler-Forschung. In: Bernhard Sticker, Friedrich Klemm (Hrsg.): Wege zur Wissenschaftsgeschichte, Bd. 1. Lebenserinnerungen von Franz Hammer, Joseph E. Hoffmann, Adolf Meyer-Abich, Martin Plessner, Hans Schimank, Johannes Steudel und Kurt Vogel. Beiträge zur Geschichte der Wissenschaft und der Technik, Bd. 10. Steiner, Wiesbaden, 1969, S. 9–24.
- Ein Leben im Dienste der Kepler-Forschung. In: Berichte und Mitteilungen des Heimatvereins Weil der Stadt, 20 (1969), Nr. 4, S. 2–6 und 21 (1970), Nr. 1, S. 2–3.
- zusammen mit Esther Hammer und Friedrich Seck: Johannes Kepler – Selbstzeugnisse. Frommann-Holzboog, Stuttgart, 1971.
- Die Astrologie des Johannes Kepler. In: Sudhoffs Archiv, 55 (1971), S. 113–135.
- Keplers Bemühungen um eine Professur in Tübingen. In: Schwäbische Heimat, 22 (1971), S. 209–218.